# Aqtöbe (região)

Localização da região de Aqtöbe

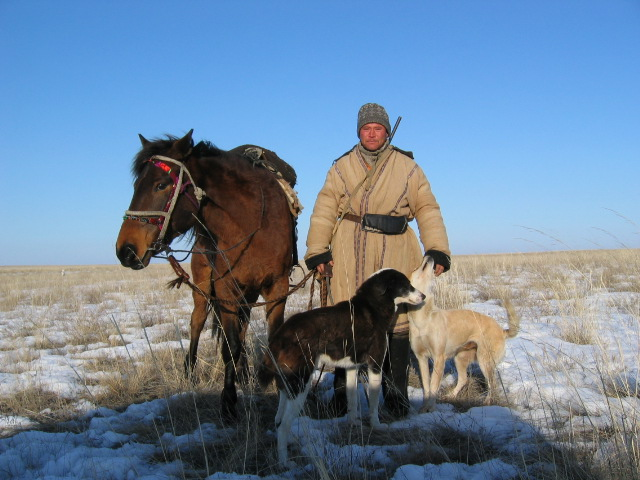
Um pastor cazaque da região de Aqtöbe

Aqtöbe (Ақтөбе, em cazaque; Актюбинская, em russo) é uma região do Cazaquistão. Sua capital é Aqtöbe. A população estimada da região é de 661.000 habitantes.
É nas regiões de Aqtöbe e de Qyzylorda que se localiza a parte norte do Mar de Aral.